# Rừng Silicon

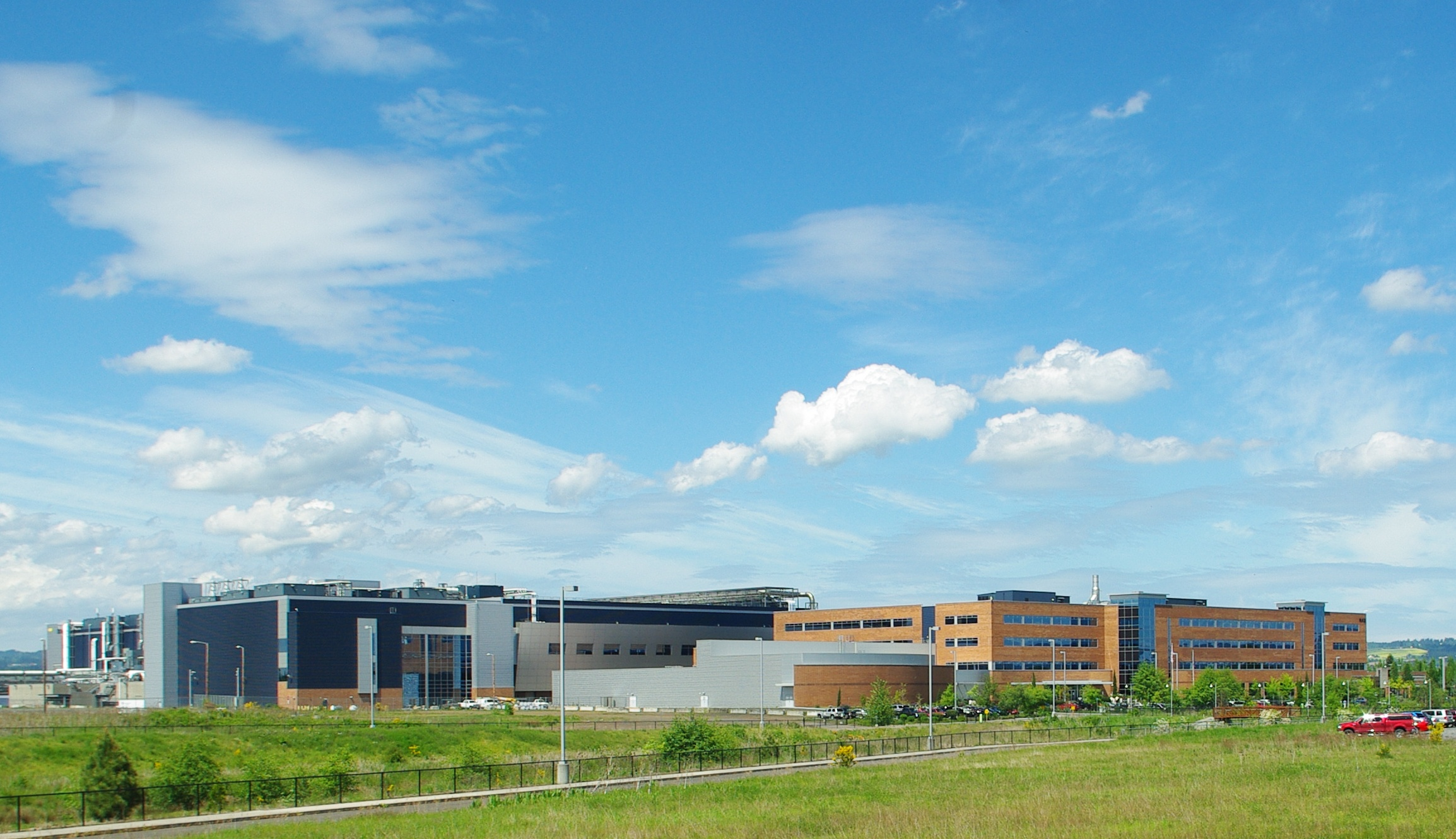
Cơ sở sản xuất Ronler Acres của Intel tại Hillsboro

Rừng Silicon (tiếng Anh: Silicon Forest) là một biệt danh và đặc biệt được dùng để chỉ một nhóm công ty kỹ thuật cao thuộc Vùng đô thị Portland nằm trong tiểu bang Oregon và tây nam tiểu bang Washington. Tuy nhiên biệt danh này thường được dùng nhất để chỉ hành lang công nghiệp giữa hai thành phố Beaverton và Hillsboro trong tây bắc Oregon.
Biệt danh này tương tự như biệt danh Thung lũng Silicon trong Vùng Vịnh San Francisco của tiểu bang California. Tuy nhiên trong vùng Đại Portland, các công ty chỉ đặc biệt sản xuất ra các thiết bị xuất dữ liệu (output devices) như màn hình và máy in cùng với các thứ có liên quan đến phần mềm.

## Lịch sử

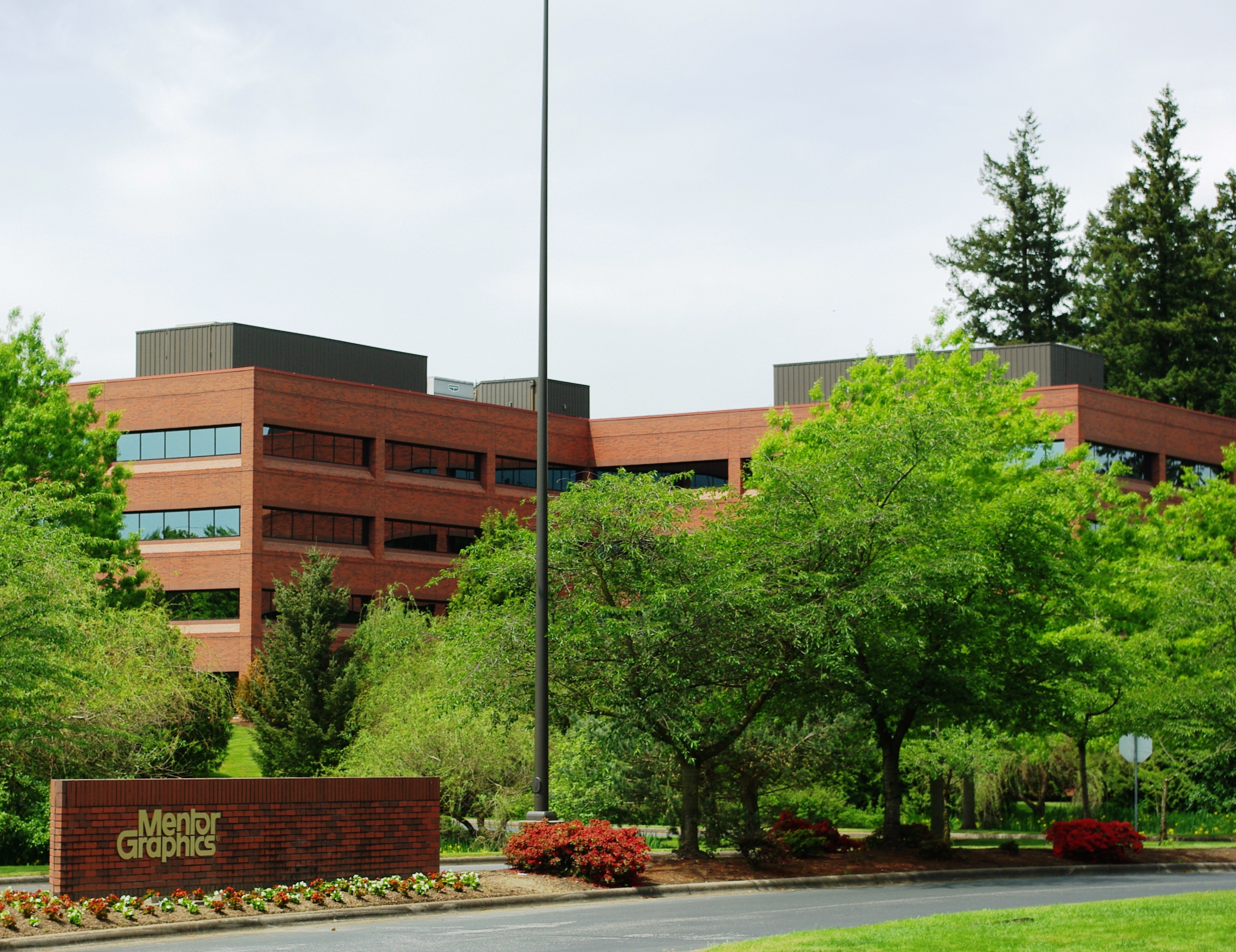
Tổng hành dinh của công ty Mentor Graphics tại Wilsonville

Thuật từ Rừng Silicon có thể ám chỉ đến tất cả các công ty kỹ thuật cao tại Oregon, nhưng thường thường là được dùng để chỉ những công ty nằm trong Quận Washington ở phía tây thành phố Portland. Đầu tiên biệt danh này được một công ty Nhật Bản dùng trong một bản tin dành cho giới báo chí khoảng thời gian năm 1981. Sau đó công ty Lattice Semiconductor đã sử dụng thuật từ này như thương hiệu vào năm 1984. Người sáng lập công ty Lattice đôi khi được nhắc đến là người đã tạo ra thuật từ này nhưng công ty không dùng thương hiệu này trên các sản phẩm.
Công nghệ kỹ thuật cao tại vùng Portland có lịch sử ngược về ít nhất là thập niên 1940 với các công ty như Tektronix và Electro Scientific Industries là những công ty tiên phong. Tektronix và cả ESI khởi nghiệp từ trong thành phố Portland nhưng di chuyển đến quận Washington vào năm 1951 và 1962 theo thứ tự vừa kể và phát triển các địa điểm nhằm mục đích hấp dẫn các công ty kỹ thuật cao khác. Hai công ty này và sau đó có thêm Intel đã dẫn đầu việc hình thành một số các công ty chia tách ra hay các công ty mới thành lập. Một số thành công vượt bậc. Việc làm kỹ thuật cao tại tiểu bang Oregon lên đến điểm đỉnh là khoảng 73.000 người năm 2001, nhưng giảm sút gần 20% xuống đến 58.000 người năm 2008.

## Các công ty và chi nhánh
Đây là danh sách chưa đầy đủ các công nổi tiếng xưa và nay được thành lập trong vùng Rừng Silicon hoặc công ty có một chi nhánh chính nằm tại đây:

### Hiện nay
| - Ambric - ARRIS (via acquisition of C-COR) - Elemental - EPSON - FEI Company - FLIR Systems - GemStone Systems - Hewlett-Packard - IBM (mua lại Sequent) - InFocus | - Intel - Lacie - Lattice Semiconductor - Maxim Integrated Products - Mentor Graphics - Merix Corporation - Novellus Systems - Panic Software - Planar Systems - RadiSys Corporation | - Sage Software (mua lại Timberline) - Sun Microsystems - Synopsys - Tektronix - Tripwire - TriQuint Semiconductor - WaferTech (chi nhánh của TSMC) - WebTrends - Xerox - Yahoo! |

### Trước đây
- BiiN (giải thể)
- Central Point Software (giải thể)
- Etec Systems, Inc. (giải thể)
- Floating Point Systems (giải thể)
- Fujitsu (cơ sở sản xuất đóng cửa)[9]
- NEC (cơ sở sản xuất đóng cửa)[9]

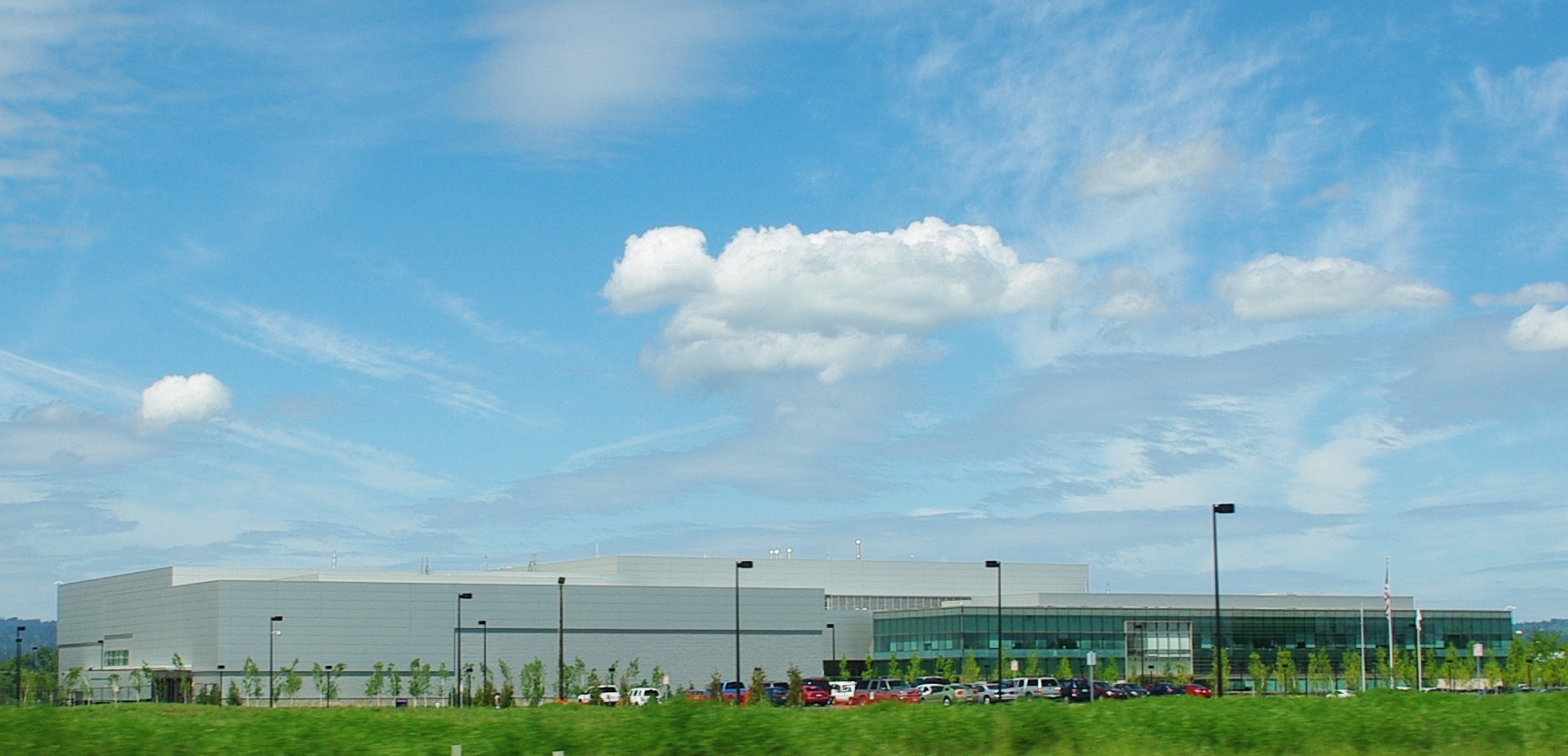
Cơ sở sản xuất của Genetech tại Hillsboro

- Open Source Development Labs (giải thể)
- Sequent Computer Systems (giải thể)